# Jiaohe
Jiaohe (chiń. 蛟河; pinyin Jiāohé) – miasto na prawach powiatu w północno-wschodnich Chinach, w prowincji Jilin, w prefekturze miejskiej Jilin. W 1999 roku liczba mieszkańców miasta wynosiła 467 970.